# ERLIN2
ERLIN2‏ (ER lipid raft associated 2) هوَ بروتين يُشَفر بواسطة جين ERLIN2 في الإنسان.